# Ночной звонок
Ночный звонок (на български: Нощен разговор) е осемнадесети студиен албум на Валери Леонтиев. Издаден е от собствен лейбъла VL-Studio и включва 13 песни. Песента „Королева Шантеклер“ съставена китарист на рок група Горки Парк Алексей Белов и съпругата му Олга Кормухина. Песента „Падает Снег“ е кавър версия на едноименната песен „Tombe la neige“ от белгийския певец Салваторе Адамо. Беквокалистка Зара в песента „Мне хорошо с тобой“ по-късно стана финалистка в телевизионното шоу „Фабрика звёзд“ и една от най-популярните певици в Русия. Песента „Нарисуй помадой“ пише певец Андрей Косинский.

## Песни от албума
1. Нoчной Звoнок
2. Падaeт Снег (Tombe la neige)
3. Стоп, снег
4. Мне хорошо с тобой
5. Нарисуй помадой
6. Рыжая девочка
7. На разных остановках
8. Ветер знает
9. Королева Шантеклер
10. Танцуй со мной
11. Миллионы ангелов
12. Давай, давай
13. Черно-белая любовь